# Lumix
Лука Мичламир (2002), познат под уметничким именом Лумикс (стилизовано као LUM!X или Lum!x ), је аустријски ди-џеј и музички продуцент, најпознатији по својим хитовима „Monster" (са Габријем Понтом) и „Thunder“ (са Понтом и Презиосом), која су оба зарадили златни и платинасти сертификат у Аустрији, Данској, Француској, Немачкој, Италији, Холандији, Норвешкој, Пољској, Шведској и Швајцарској. Такође је награђен платином у Аустрији за „The Passenger (LaLaLa)", у сарадњи са Понтеом, Мокабијем и DTE. Он ће представљати Аустрију на Песми Евровизије 2022. са песмом „Halo“, заједно са аустријском певачицом en.
Лумикс је номинован у електронској/денс категорији на Амадеус аустријским музичким наградама 2021. и освојио је награду за најбољег новајлију на Наградама француске забавне ди-џеј музике.

## Дискографија

### Синглови
| Наслов | Година | Највише позиције на лествицама | Највише позиције на лествицама | Највише позиције на лествицама | Највише позиције на лествицама | Највише позиције на лествицама | Највише позиције на лествицама | Највише позиције на лествицама | Највише позиције на лествицама | Највише позиције на лествицама | Највише позиције на лествицама | Највише позиције на лествицама | Највише позиције на лествицама | Највише позиције на лествицама |
| Наслов | Година | АУТ                            | ШВА                            | НЕМ                            | ФРА                            | ФЛА (БЕЛ)                      | ВАЛ (БЕЛ)                      | ХОЛ                            | ШВЕ                            | НОР                            | ДАН                            | ИТА                            | ПОЉ                            | ЧЕШ                            |
| --- | ------ | ------------------------------ | ------------------------------ | ------------------------------ | ------------------------------ | ------------------------------ | ------------------------------ | ------------------------------ | ------------------------------ | ------------------------------ | ------------------------------ | ------------------------------ | ------------------------------ | ------------------------------ |
| „Elements"                                                                                                   | 2017.  | —                              | —                              | —                              | —                              | —                              | —                              | —                              | —                              | —                              | —                              | —                              | —                              | —                              |
| „Bounce United (700K)"                                                                                       | 2018.  | —                              | —                              | —                              | —                              | —                              | —                              | —                              | —                              | —                              | —                              | —                              | —                              | —                              |
| „Bounce United (1 Million)" (са Хелијоном и Мајком Емилијом)                                                 | 2018.  | —                              | —                              | —                              | —                              | —                              | —                              | —                              | —                              | —                              | —                              | —                              | —                              | —                              |
| „Underground" (са Моном)                                                                                     | 2018.  | —                              | —                              | —                              | —                              | —                              | —                              | —                              | —                              | —                              | —                              | —                              | —                              | —                              |
| „Jägermeister"                                                                                               | 2019.  | —                              | —                              | —                              | —                              | —                              | —                              | —                              | —                              | —                              | —                              | —                              | —                              | —                              |
| „Waiting for Me" (са Моном)                                                                                  | 2019.  | —                              | —                              | —                              | —                              | —                              | —                              | —                              | —                              | —                              | —                              | —                              | —                              | —                              |
| „Monster" (са Габријем Понтом)                                                                               | 2019.  | 52                             | 55                             | 20                             | 41                             | —                              | 37                             | —                              | —                              | —                              | —                              | —                              | —                              | —                              |
| „The Passenger (LaLaLa)" (са Габријем Понтом и D.T.E., у сарадњи са Мокаби)                                  | 2020.  | 47                             | —                              | 58                             | 128                            | —                              | —                              | —                              | —                              | —                              | —                              | —                              | —                              | —                              |
| „Scare Me" (са Кашмир & Габријем Понтом, у сарадњи са Каром)                                                 | 2020.  | —                              | —                              | —                              | —                              | —                              | —                              | —                              | —                              | —                              | —                              | —                              | —                              | —                              |
| „Major Tom" (са Хајперклапом, у сарадњи са Петером Шилингом)                                                 | 2021 . | —                              | —                              | —                              | —                              | —                              | —                              | —                              | —                              | —                              | —                              | —                              | —                              | —                              |
| „Annie Are You Ok" (са Никомм Страндом и Миом)                                                               | 2021 . | —                              | —                              | —                              | —                              | —                              | —                              | —                              | —                              | —                              | —                              | —                              | —                              | —                              |
| "Secrets" (with Solo)                                                                                        | 2021 . | —                              | —                              | —                              | —                              | —                              | —                              | —                              | —                              | —                              | —                              | —                              | —                              | —                              |
| „Thunder" (са Габријем Понтом и Пресиозом)                                                                   | 2021 . | 36                             | 22                             | 79                             | 21                             | 4                              | 6                              | 14                             | 7                              | 5                              | 18                             | 42                             | 39                             | 97                             |
| „Champion (Summer 2021 LEC Playoffs Anthem)" (са Оранж Инк и Себом Монтом)                                   | 2021 . | —                              | —                              | —                              | —                              | —                              | —                              | —                              | —                              | —                              | —                              | —                              | —                              | —                              |
| „Trick or Treat" (са Моловом)                                                                                | 2021 . | —                              | —                              | —                              | —                              | —                              | —                              | —                              | —                              | —                              | —                              | —                              | —                              | —                              |
| "Low" (са Ди-џеј Фајер Хаус и Моти)                                                                          | 2021 . | —                              | —                              | —                              | —                              | —                              | —                              | —                              | —                              | —                              | —                              | —                              | —                              | —                              |
| „—” означава издање које или није дебитовало на тој топ-листи или није дебитовало у/на тој земљи/територији. |        |                                |                                |                                |                                |                                |                                |                                |                                |                                |                                |                                |                                |                                |